# Kosteletzkya malvocoerulea
Kosteletzkya malvocoerulea är en malvaväxtart som beskrevs av Bénédict Pierre Georges Hochreutiner. Kosteletzkya malvocoerulea ingår i släktet Kosteletzkya och familjen malvaväxter. Inga underarter finns listade i Catalogue of Life.